# Port lotniczy Koro
Port lotniczy Koro (IATA: KXF, ICAO: NFNO) – port lotniczy położony na wyspie Koro, należącej do Fidżi.